# Wamberto de Jesus Sousa Campos
Wamberto de Jesus Sousa Campos, voetbalnaam Wamberto (São Luís, 13 december 1974), is een Braziliaans voetballer die als aanvaller uitkwam voor de Belgische clubs RFC Seraing, Standard Luik en Bergen en in Nederland voor Ajax. In 2011 speelde hij in België zijn laatste wedstrijd bij FC Heikant.

## Luik
Wamberto werd in een arm gezin geboren op het Braziliaanse eiland São Luís. Op zijn zestiende speelde hij in het nationale jeugdelftal onder de 17 jaar. Daar werd hij op het WK onder 17 in Italië gescout door RFC Seraing, een toenmalige Belgische tweedeklasser. Zijn vriendin en zijn eenjarige zoontje kwamen twee jaar later naar Europa. Na twee jaar promoveerde Wamberto met de ploeg naar de eerste klasse. Hij vertrok na vijf seizoenen Seraing naar de grotere stadsgenoot Standard Luik.

## Ajax
Na twee seizoenen bij Standard Luik nam Ajax hem over voor een transferbedrag van vijf miljoen gulden. In vijf seizoenen scoorde de rechtsbuiten in de eredivisie 26 doelpunten voor de Amsterdamse club. In zijn eerste seizoen won hij met Ajax de beker, in het seizoen 2001/02 zowel de beker als het landskampioenschap. Wamberto speelde een belangrijke rol in de winst van de beker; in de blessuretijd scoorde hij de gelijkmaker. Ajax eiste in de verlenging de winst op na een golden goal van Zlatan Ibrahimovic. Er was enigszins twijfel of Wamberto buitenspel stond, maar zowel grensrechter als scheidsrechter zagen geen reden om de goal af te keuren. Ajax-supporters hebben hier nog jaren aan gerefereerd in een speciaal liedje. Zijn spel in Amsterdam was wisselvallig. Bij periodes leek hij dicht bij een selectie voor het Braziliaanse elftal. Onder meer onder trainers Morten Olsen, Jan Wouters en Co Adriaanse speelde hij regelmatig. Coach Ronald Koeman zag het niet in hem zitten en na twee anonieme jaren vertrok hij naar de Belgische promovendus RAEC Mons (Nederlands: Bergen).

## Terug in België
Bij Mons speelde Wamberto één seizoen. Daarna kwam hij twee jaar uit voor zijn oude club Standard Luik, maar wist geen indruk te maken en scoorde in zijn laatste seizoen geen enkel doelpunt. Een gebroken kuitbeen, een zieke vader en een woning die midden in de nacht afbrandde, trokken een zware wissel op de kleine dribbelaar. Zijn contract werd niet verlengd. Volgens geruchten zou de kleine Braziliaan tekenen bij Willem II, doch uiteindelijk tekende hij voor Mons. Inmiddels is Wamberto genaturaliseerd tot Belg. Na het seizoen 2006/2007 was er voor Wamberto geen plaats meer bij Mons.

## Terug naar Nederland
Wamberto trainde al enkele weken mee, maar was aanvankelijk te duur voor FC Omniworld. Het lukte Omniworld uiteindelijk toch om Wamberto aan te trekken.

## Clubstatistieken
| Seizoen | Club          | Land               | Competitie         | Duels | Doelp. |
| ------- | ------------- | ------------------ | ------------------ | ----- | ------ |
| 1991/92 | RFC Seraing   | Vlag van België    | Tweede klasse      | 0     | 0      |
| 1992/93 | RFC Seraing   | Vlag van België    | Tweede klasse      | 0     | 0      |
| 1993/94 | RFC Seraing   | Vlag van België    | Eerste klasse      | 33    | 8      |
| 1994/95 | RFC Seraing   | Vlag van België    | Eerste klasse      | 25    | 3      |
| 1995/96 | RFC Seraing   | Vlag van België    | Eerste klasse      | 28    | 2      |
| 1996/97 | Standard Luik | Vlag van België    | Eerste klasse      | 29    | 6      |
| 1997/98 | Standard Luik | Vlag van België    | Eerste klasse      | 24    | 4      |
| 1998/99 | Ajax          | Vlag van Nederland | Eredivisie         | 27    | 8      |
| 1999/00 | Ajax          | Vlag van Nederland | Eredivisie         | 16    | 4      |
| 2000/01 | Ajax          | Vlag van Nederland | Eredivisie         | 27    | 4      |
| 2001/02 | Ajax          | Vlag van Nederland | Eredivisie         | 31    | 9      |
| 2002/03 | Ajax          | Vlag van Nederland | Eredivisie         | 6     | 1      |
| 2003/04 | Ajax          | Vlag van Nederland | Eredivisie         | 4     | 0      |
| 2003/04 | Bergen        | Vlag van België    | Eerste klasse      | 17    | 5      |
| 2004/05 | Standard Luik | Vlag van België    | Eerste klasse      | 18    | 1      |
| 2005/06 | Standard Luik | Vlag van België    | Eerste klasse      | 10    | 0      |
| 2006/07 | Bergen        | Vlag van België    | Eerste klasse      | 17    | 2      |
| 2007/08 | FC Omniworld  | Vlag van Nederland | Jupiler League     | 16    | 3      |
| 2009/10 | KFCO Wilrijk  | Vlag van België    | Vierde klasse      | 12    | 2      |
| 2010/11 | FC Heikant    | Vlag van België    | Tweede provinciale | ?     | ?      |

## Erelijst
| Eredivisie           | 2x | 2001/02          |
| KNVB Beker           | 2x | 1998/99, 2001/02 |
| Johan Cruijff Schaal | 1x | 2002             |

## Trivia
- Wamberto werd op vijftienjarige leeftijd vader en is getrouwd met zijn jeugdliefde Rosana.
- Van zijn drie zoons lijkt Danilo Sousa Campos het meeste talent te hebben. Hij speelde in de jeugdopleiding van Ajax. Danilo vertrok voor het seizoen 2010/11 naar Standard Luik, een andere oude club van zijn vader. Een andere zoon van hem, Wanderson Maciel Sousa Campos (voetbalnaam: Wanderson), speelt bij Beerschot AC. Nadat Beerschot AC in vereffening ging, tekende Wanderson Maciel Sousa Campo voor Lierse SK.